# Takeo Fukuda
Pour les articles homonymes, voir Fukuda.
Takeo Fukuda (福田 赳夫, Fukuda Takeo), né le 14 janvier 1905 à Takasaki dans la préfecture de Gunma et mort le 5 juillet 1995 à Tokyo, est un homme d'État japonais, 42e Premier ministre du Japon, entre le 24 décembre 1976 et le 7 décembre 1978.
Fonctionnaire au ministère des Finances avant et pendant la guerre, Takeo Fukuda s'engage en politique en 1952 en se faisant élire député à Gunma. Proche de Nobusuke Kishi, il fut élu secrétaire du Parti libéral-démocrate et exerça plusieurs postes de ministre : ministre de l'Agriculture (1959-1969), ministre des Finances (1969-1971), ministre des Affaires étrangères (1971-1973). Il s'opposa en vain à Kakuei Tanaka pour le poste de Premier ministre. Arrivé au pouvoir en 1976, il formula la Doctrine Fukuda comme ligne directrice de la diplomatie japonaise, en vue de la centrer sur l'Asie.

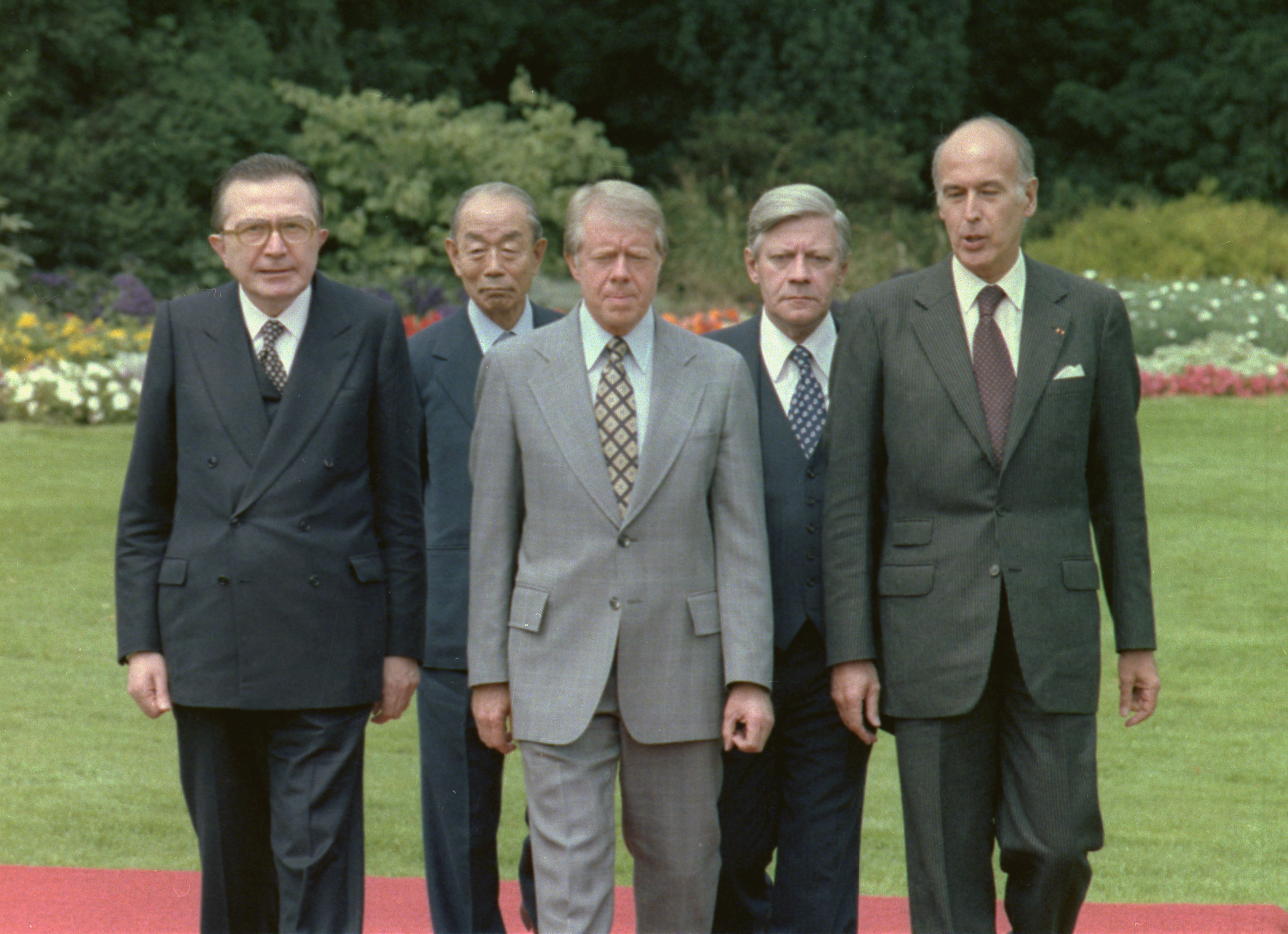
De gauche à droite : Giulio Andreotti, Takeo Fukuda, Jimmy Carter, Helmut Schmidt et Valéry Giscard d'Estaing lors du sommet économique du G7, le 16 juin 1978 à Bonn en Allemagne.

Son fils aîné, Yasuo Fukuda, devient à son tour Premier ministre le 25 septembre 2007. C'est la première fois qu'un père et son fils accèdent chacun à ce poste.